# Odd Lirhus
Odd Lirhus (* 18. September 1956 in Voss) ist ein ehemaliger norwegischer Biathlet und heutiger Biathlontrainer.
Odd Lirhus stammt wie sein Mannschaftskamerad Eirik Kvalfoss aus der westnorwegischen Stadt Voss und startete für den Voss Skiskytterlag (Biathlonverein Voss). Bei den Biathlon-Weltmeisterschaften 1978 in Hochfilzen siegte er über 20 Kilometer. Es war die erste Weltmeisterschaft, bei der mit Kleinkalibergewehren geschossen wurde. In der Staffel gewann er Silber in der Besetzung Sigleif Johansen, Roar Nilsen, Lirhus und Tor Svendsberget hinter der DDR mit Manfred Beer, Frank Ullrich, Klaus Siebert und Eberhard Rösch. Eine weitere Einzelmedaille gewann er im Folgejahr in Ruhpolding auf der 10 km Strecke. Den Silberplatz mit der Staffel konnte er 1982 wiederholen und 1983 gewann er mit der Bronzestaffel seine letzte Weltmeisterschaftsmedaille. Lirhus nahm an den Olympischen Winterspielen 1980 und 1984 teil. In Lake Placid startete er in Sprint, Einzel und Staffel. Über 10 Kilometer erreichte beim Olympiasieg von Frank Ullrich mit Platz sieben sein bestes Einzelergebnis bei Olympia, über 20 Kilometer wurde er 23. und verpasste zusammen mit Svein Engen, Kjell Søbak und Sigleif Johansen als Vierte nur knapp die Bronzemedaille in der Staffel. Vier Jahre später in Sarajevo gelang der Staffel mit Lirhus, Kvalfoss, Rolf Storsveen und Søbak dann als Zweite der Sprung aufs Treppchen. Im Einzel kam er nicht über Platz 24 hinaus.
Nach seiner Karriere als Aktiver gab Lirhus seine Erfahrungen als Trainer weiter. Von 2002 bis 2006 war er für die norwegische Nationalmannschaft der Frauen verantwortlich. Nach Aussage von Liv Grete Skjelbreid hatte er wesentlichen Anteil an ihren Erfolgen. Lirhus war vor allem für Poirée und Gunn Margit Andreassen verantwortlich und sollte den Nachwuchs an deren Leistungsstärke heranführen, trat aber drei Monate vor den Olympischen Winterspielen 2006 zurück und übergab an seinen Nachfolger Kjetil Sæter. Ab der Saison 2008/2009 betreute er als Lauftrainer Kati Wilhelm. Seine Änderungen an ihrer Langlauftechnik machte sie für ihre Erfolge in Pyeongchang mitverantwortlich.
Lirhus hat eine Lebenspartnerin aus Deutschland und wohnt in Åsgårdstrand.